# جائزة سان مارينو الكبرى 2001
جائزة سان مارينو الكبرى 2001 هو سباق فورمولا 1 أقيم بتاريخ 15 أبريل 2001 في حلبة إنزو دينو فيراري، إيمولا، إميليا-رومانيا، إيطاليا. كان الرابع من أصل 17 في بطولة العالم لسباقات الفورمولا واحد موسم 2001. حلّ الألماني رالف شوماخر أولا بينما جاء البريطاني ديفيد كولتهارد في المركز الثاني وحصل على المركز الثالث البرازيلي روبنز باركيلو.

## الترتيب النهائي
| الترتيب | السائق         | النقاط |
| ------- | -------------- | ------ |
| 1       | مايكل شوماخر   | 26     |
| 2       | ديفيد كولتهارد | 26     |
| 3       | روبنز باركيلو  | 14     |
| 4       | رالف شوماخر    | 12     |
| 5       | نيك هيدفيلد    | 7      |
| المصدر: |                |        |